# 順風車

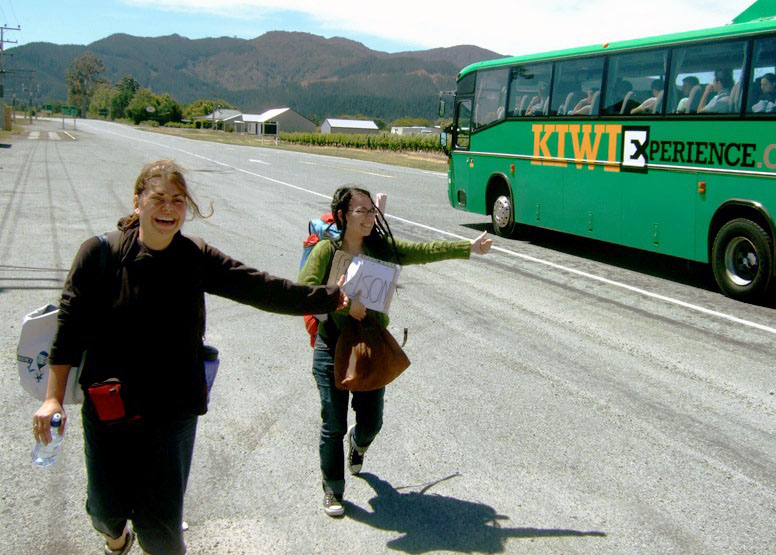
截順風車
（紐西蘭，2006年）

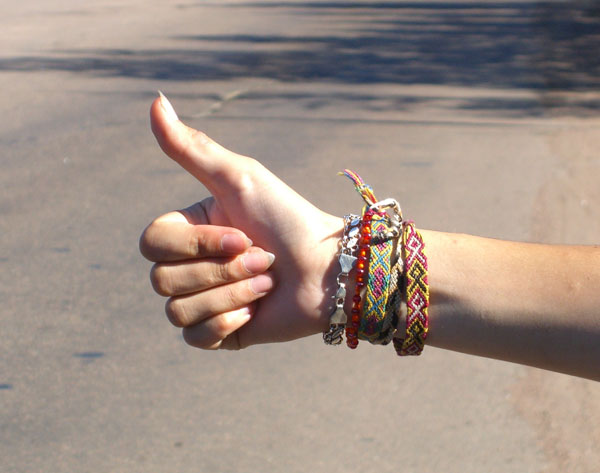
请求搭順風車的手势

順風車（或者稱為順風車）是交通運輸的一種，請求別人（通常是陌生人）乘坐其汽车或其他車輛包括計程車、捷運或其他大眾運輸工具等到目的地。如果去遠距離目的地的話，很有可能需要靠不同的司機提供的許多個車程。表明需要乘坐順風車的方法隨國家而異，在美國與英國是舉起一隻拇指，在某些南美國家是手背向車，伸出食指。

## 原因
乘坐順風車原因是多方面的，包括節省交通開支、沒有或不能駕駛私家車，或者是因為公共交通工具不合適、暫停服務或班次過於稀疏。
對於許多人來說，順風車是一種娛樂。能夠免費旅行到遙遠的地方，沿途遇上有趣的人，促使許多人乘坐順風車。
|                                                                                     | The hitchhiker is there so you can do your good deed for the day |
| ——前世界橫越大陸旅客、《Hitchhiking with a bike》的導師Max Neumegen提出順風車的定義 |                                                                  |

上述定義的意思是「想搭便車的人在那裡等著，剛好讓你日行一善」。人們覺得你的單車壞了，解釋踏單車在城市中行走然後順利地到下一個位置，有單車實際上使您能夠獲得接載，這是「旅遊的終極方式」。

## 法律地位

美國使用這些標誌禁止順風車

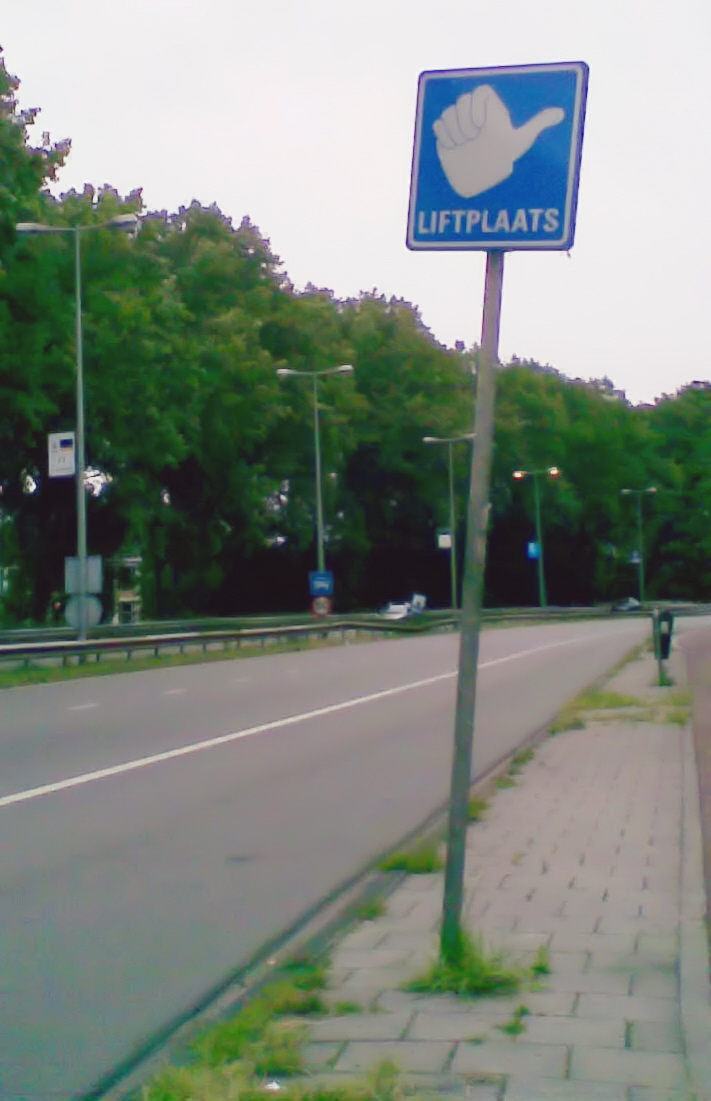
順風車（荷蘭語：liften）在荷蘭是合法的。標誌顯示此處是截順風車的好地方，就近阿姆斯特丹Amstel火車站

順風車是歷史上世界各國通行的做法，因此全球很少有地方以法律作出限制。然而，少數國家的法律限制在某些特定地點截順風車。在美國一些地方政府的法律禁止順風車，而安全問題是其重要考慮。1946年新澤西州逮捕和監禁一名坐順風車的人導致美國公民自由聯盟作出干預。在加拿大，一些公路限制順風車，特別是在不列顛哥倫比亞省和安大略省400系列高速公路。在歐洲所有國家中的順風車是合法的，並在一些地方甚至鼓勵此行為，但在如高速公路等行人禁止進入的地方是非法的。
相比之下，有些地方司機不得不接載截車者。古巴政府車輛和貨車司機，在車上有空座位時，必須接送欲乘車的人。

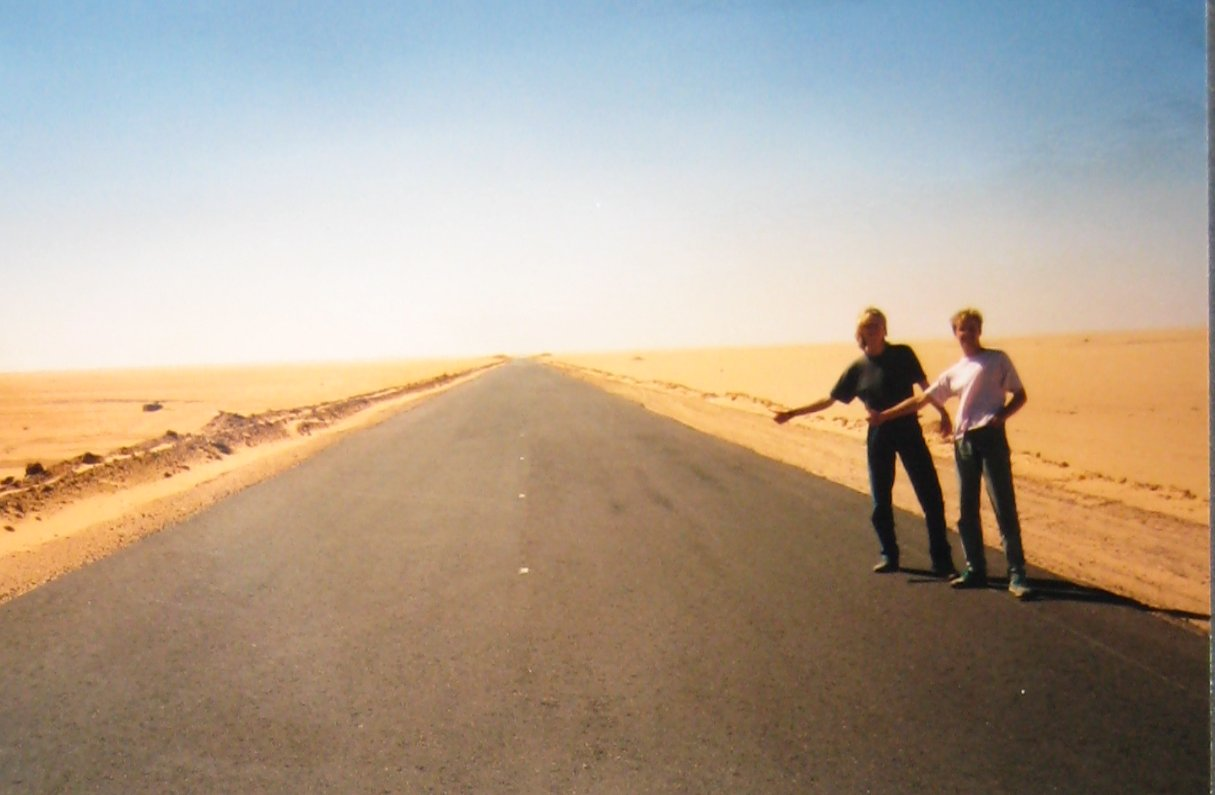
在人口少地區截順風車

### 引用
1. ↑  Nwanna，第573頁
2. ↑  . 時代雜誌. 1946年11月18日  [2009年1月27日]. （原始内容存档于2009年7月19日） （英语）. In her cell, Susan learned that it also (technically) forbids hitchhiking, and demands (by a law passed in 1799) that strangers be able to give a good account of themselves. ... Attorney James A. Major of the American Civil Liberties Union demanded that she be given a new trial.

## 外部連結
- 搭車百科
- （英文）中的“順風車”
- （英文）《Hitchhiking （页面存档备份，存于）》 Mario Rinvolucri 1974年出版的書籍